# 미란다어

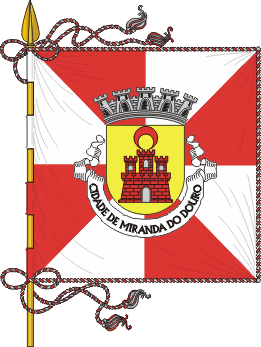
미란다 두 도루 지역기

미란다어(lhéngua mirandesa, 포르투갈어: língua mirandesa)는 포르투갈 동북부의 미란다 두 도루 지역에서 사용되는 언어이다. 포르투갈 의회는 미란다 두 도루지역에서 미란다어를 포르투갈어와 공동 공용어로 하는 결의안을 채택했다. 이베리아반도 북부의 레온 왕국의 언어에 뿌리를 두고 있다. 따라서, 스페인의 아스투리아스어및 레온어와 동질성을 갖는다. 그러나 정치적으로 포르투갈에 속해 있었기 때문에 지속적으로 포르투갈어의 영향을 받았으며, 많은 어휘를 포르투갈어 및 그 여러 방언과 공유하고 있다.

## 같이 보기
- 레온어